# Clinopogon plumbeus
Clinopogon plumbeus là một loài ruồi trong họ Asilidae. Clinopogon plumbeus được Fabricius miêu tả năm 1775. Loài này phân bố ở miền Australasia.